# Батюк-Урусов Іван Іванович
 Іван Іванович Батюк-Урусов (1887 року, с. Підлипне, Конотопський повіт, Чернігівська губернія — 31 січня 1938 року  — більшовицький діяч, господарський працівник.
Жертва Сталінського терору.

## Життєпис
Батюк-Урусов Іван Іванович народився в 1887 році в с. Підлипне, Конотопського району, Чернігівської губернії в селянській родині. З 1901 до 1914 рр. працював помічником слюсаря, помічником машиніста, машиністом на Уссурійській і Китайсько-Східній залізницях.
З 1905 до 1921 рр. був членом РСДРП, виключений за п'янку. У 1914 році був арештований. До 1917 р. знаходився у пересильних в'язницях Хабаровського краю.6 березня 1917 року був амністований.
- 1917 р. — член Президіуму Конотопського комітету РСДРП(б) (Чернігівська губернія)
- 1917–1918 рр. — голова Алупкського комітету РСДРП(б) (Таврійська губернія)
- 1918–1919 рр. — голова виконавчого комітету Богородської повітової Ради (Тульська губернія)
- 1919 р. заступник голови Чернігівського губернського комітету оборони
- грудень 1919–1920 рр. — голова Чернігівського губернського бюро КП(б) України
- 1920–1929 р. — на адміністративно-господарській роботі (Ростов-на-Дону, Конотоп)
- 1930 — 1937 рр.. працював начальником Нижегородського крайшляхтрансу, потім начальником відділу шосейних доріг управління НКВД в Нижньому Новгороді.
- 20 жовтня 1937 року виключений з партії, «як ворог партії і народу».

## Сталінський терор
У 1937 році Батюк-Урусов І. І. був арештований. Рішенням Воєнної колегія Верховного суду приговорений до страти за те, що був «учасником антирадянської терористичної організації».
Був розстріляний 31 січня 1938 року.
Проведеною перевіркою було встановлено, що слідство у справі І. І. Батюк-Урусова проводилось необ'єктивно, з порушенням законності.
Рішенням воєнної колегії Верховного суду СРСР від 4 серпня 1956 року справу по звинуваченню справу зупинено за відсутністю складу злочину.